# Boris Markov
Boris Markov (nascido Boris Semënovič Markov, em cirílico Борис Семёнович Марков; Hodjakovo, 7 de março de 1924 — Moscovo, 25 de março de 1977), foi um ator russo de origem chuváchia; em 1960 fundou o Teatro de Ópera e Balé da República Chuváchia.

## Biografia
Nascido em 1924, Boris Markov estuda na Escola de Pedagogia de Cheboksary e é professor das crianças na sua cidadezinha natal.
Durante a Segunda Guerra Mundial, serviu na Artilharia. Em 1947, chega em Cheboksary  para estudar no Instituto da Academia Russa das Artes e do Teatro (GITIS), onde, em 1959 diploma-se como diretor de música.
Em 1960, funda o Teatro de Ópera e Balé da República Chuváchia e é seu primeiro presidente. Em 1966 trabalha no Ministério da Cultura da União Soviética. De 1968 até 1972 ele trabalha no Teatro Bolshoi e também como leitor no GITIS.
Morreu em Moscovo em 1977 e foi enterrado no cemitério de Cheboksary.

## Condecorações
- Ordem da Insígnia de Honra
- Artista do Povo da RSFSR (1974)
- fr:Artiste émérite de la république socialiste fédérative soviétique de Russie (1967)

## Livros
- Boris Semënovič Markov: [буклет] / ред.-сост. И. Евсеева. – Cheboksary: Б. и., 1994. – 1 л. : ил., портр.